# Chile en los Juegos Paralímpicos de Pyeongchang 2018
La participación de Chile en los Juegos Paralímpicos de Pyeongchang 2018 fue la quinta actuación paralímpica de los deportistas chilenos en los Juegos Paralímpicos de Invierno, que se vienen realizando desde 1976.

## Equipo
Chile presentó cuatro deportistas para los Juegos Paralímpicos de Invierno 2018. Diego Seguel ha sido un componente del equipo chileno en otro deporte, el para-atletismo. Santiago Vega es el único de los cuatro que ya ha participado en unos Juegos Paralímpicos con anterioridad.
| Nombre            | Deporte      | Clasificación | Eventos                                           | Referencia |
| ----------------- | ------------ | ------------- | ------------------------------------------------- | ---------- |
| Nicolás Bisquertt | esquí alpino | LW10.2        | eslalon, eslalon gigante, súper gigante, descenso | [ 1 ]      |
| Diego Seguel      | esquí alpino |               | eslalon, eslalon gigante                          |            |
| Julio Soto        | esquí alpino | LW2           | eslalon, eslalon gigante                          |            |
| Santiago Vega     | esquí alpino | LW4           | eslalon, eslalon gigante                          | [ 2 ]      |